# Club d'homes grassos

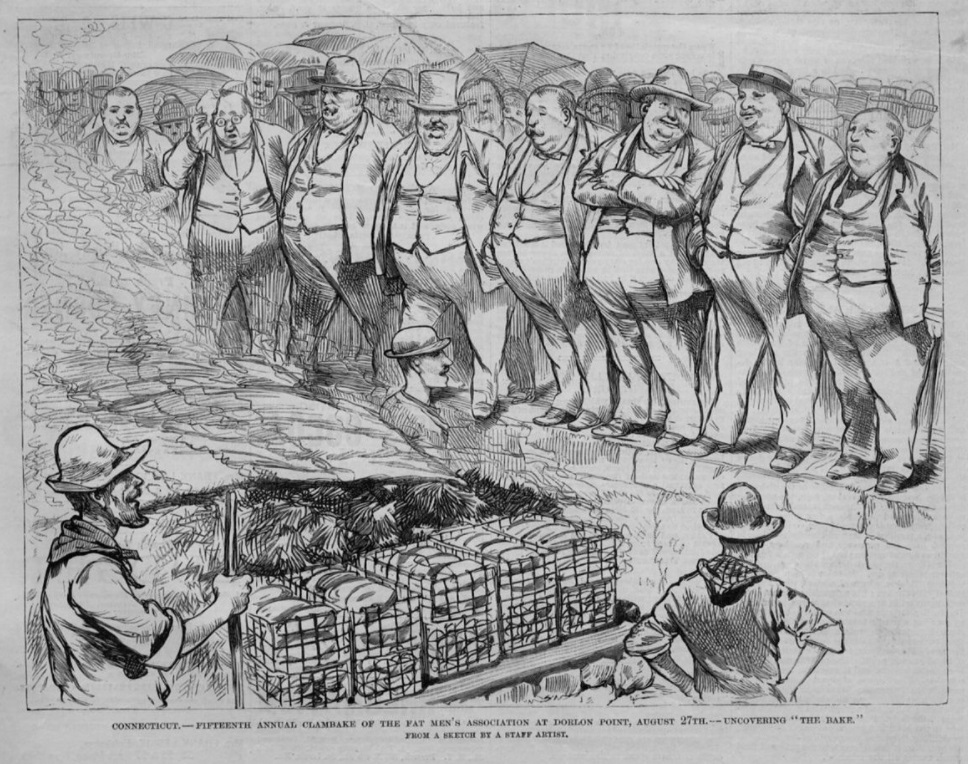
Gravat d'un número del 1884 del Frank Leslie's Illustrated Newspaper que representa una reunió de la Fat Men's Association a Connecticut.

Els clubs d'homes grassos (anglès: fat men's clubs) van ser un tipus de club social que es va popularitzar principalment als Estats Units entre les darreries del segle xix i el començament del segle xx. Com indica el seu nom, reunia homes amb sobrepès.

## Descripció
Normalment, els clubs d'homes grassos només acceptaven membres que pesessin més de 200 lliures i els exigien una petita quota per a pertànyer-hi. Els socis del club tendien a ser adinerats i els clubs els omplien l'agenda d'activitats socials com balls, esdeveniments esportius i banquets, en les quals es relacionaven i feien contactes.
Els esdeveniments dels clubs d'homes grassos sovint s'encetaven amb un pesatge públic dels membres i la premiació dels més pesats. La competitivitat en aquest àmbit era tal que es va generalitzar la trampa d'emplenar-se les butxaques d'objectes pesants per alterar el resultat. Molts clubs organitzaven també concursos de menjar previs al pesatge oficial.

## Història
L'apogeu dels clubs d'homes grassos es va esdevenir en una època en què l'obesitat masculina era ben vista per la societat, atès que el sobrepès era un signe de succés econòmic i s'associava en l'imaginari popular amb l'amabilitat i el bon humor. En concret, el primer club d'homes grassos es va fundar el 1869 a Nova York.
En paral·lel, també van existir alguns clubs de dones grasses, però molts menys en comparació, ja que en el cas de les dones el sobrepès no era un atribut ben considerat socialment. Fins i tot en el punt àlgid dels clubs d'homes grassos, el nombre de clubs femenins per a perdre pes superava el de clubs de dones grasses.
Els clubs d'homes grassos eren especialment populars als Estats Units, sobretot a l'estat de Texas. Així i tot, també se'n van crear a altres països, com ara França, Sèrbia i el Regne Unit.
Al començament del segle xx, la popularitat dels clubs d'homes grassos va declinar a mesura que l'obesitat es va anar associant amb la mala salut. En aquest sentit, els diaris van passar d'elogiar els banquets que celebraven els clubs en qüestió a retratar-los com actes de consum grotescs i excessivament explícits. El New England Fat Men's Club, que havia arribat a tenir 10.000 membres, es va dissoldre l'any 1924 amb només 38 membres, cap dels quals complia el requisit d'ingrés de les 200 lliures. L'arribada de la balança de bany també va contribuir a la desaparició dels clubs d'homes grassos, en el sentit que el pesatge va deixar de ser un espectacle públic i es va tornar una pràctica de l'esfera privada, executada en la intimitat de la llar.